# Condados de los Estados Unidos
Un condado de los Estados Unidos es una subdivisión administrativa o política de un estado que consta de una región geográfica con límites específicos y, por lo general, algún nivel de autoridad gubernamental.
El término «condado» (county) se utiliza en 48 de los 50 estados estadounidenses; Luisiana utiliza el término «parish» (parroquia) y Alaska «borough».
La Oficina del Censo de los Estados Unidos relaciona un total de 3243 condados (entre las que se incluye Washington D. C.) o unidades administrativas equivalentes a condado, un promedio de 62 condados por estado. El estado con menos condados es Delaware (3), y el estado con más condados es Texas (254).
Los territorios de Estados Unidos no cuentan con condados; en cambio, la Oficina del Censo los clasifica en equivalentes de condado. En el caso de Samoa Americana, la Oficina del Censo reconoce sus distritos y atolones como equivalentes a condado.Aunque localmente Samoa Americana denomina algunas áreas como "condados", la Oficina del Censo las clasifica como "divisiones civiles menores", es decir, no las considera condados reales.
En muchos estados del noreste y del medio oeste, los condados se subdividen en municipios civiles (civil township, o towns en el caso de Nueva Inglaterra, Nueva York y Wisconsin). Los municipios civiles tienen un grado de autonomía que varía de unos estados a otros y pueden contener otras municipalidades autogobernadas independientes. La sede de la administración y los tribunales de un condado se denomina «sede de condado».
El poder del gobierno del condado varía mucho de un estado a otro, como la relación entre condados y gobiernos municipales incorporados. La distribución del poder entre el gobierno estatal, los gobiernos de los condados y los gobiernos municipales se definen en la Constitución de cada estado. Connecticut, Massachusetts y Rhode Island han abolido por entero o en parte los gobiernos de los condados, aunque sus antiguos límites geográficos se siguen utilizando como distritos administrativos a nivel estatal.

## Historia
Los condados estaban entre las primeras formas de administración municipal establecidas por las Trece Colonias originales. La Commonwealth de Massachusetts fue la primera colonia en establecer condados, en 1643. Aunque los condados eran relativamente poco importantes en Nueva Inglaterra, Pensilvania y Nueva York delegaron una cantidad significativa de poder y responsabilidad del gobierno estatal en los gobiernos de los condados, estableciendo así el modelo que de forma más habitual permanece en la mayor parte de los estados en la actualidad.

## Condados y equivalentes

### Lista por estados
La lista siguiente muestra el número de condados o unidades administrativas equivalentes a condado de cada estado.
| - 254 - Texas - 159 - Georgia - 134 - Virginia - 120 - Kentucky - 115 - Misuri - 105 - Kansas - 102 - Illinois - 100 - Carolina del Norte - 99 - Iowa - 95 - Tennessee | - 93 - Nebraska - 92 - Indiana - 88 - Ohio - 87 - Minnesota - 83 - Míchigan - 82 - Misisipi - 77 - Oklahoma - 75 - Arkansas - 72 - Wisconsin - 67 - Pensilvania | - 67 - Florida - 67 - Alabama - 66 - Dakota del Sur - 64 - Luisiana - 64 - Colorado - 62 - Nueva York - 58 - California - 56 - Montana - 55 - Virginia Occidental - 53 - Dakota del Norte | - 46 - Carolina del Sur - 44 - Idaho - 39 - Washington - 36 - Oregón - 33 - Nuevo México - 30 - Alaska - 29 - Utah - 24 - Maryland - 23 - Wyoming - 21 - Nueva Jersey | - 17 - Nevada - 16 - Maine - 15 - Arizona - 14 - Vermont - 14 - Massachusetts - 10 - Nuevo Hampshire - 8 - Connecticut - 5 - Rhode Island - 5 - Hawái - 3 - Delaware - 1 - Washington D. C. |

(Fuente: National Association of Counties)
Los estados de la Región Sur y del Medio Oeste generalmente suelen tener más condados que los estados del Oeste y del Noreste.

### Los equivalentes de condado
El concepto «equivalente de condado» incluye tres tipos adicionales de divisiones administrativas que son diferentes del tipo de condado encontrado en la mayor parte de estados:
- Áreas censales de Alaska: La mayor parte del área terrestre de Alaska no está contenida dentro de ninguno de sus 16 boroughs. Esta enorme área, más grande que Francia y Alemania juntas, es denominada por el gobierno del estado de Alaska como boroughs no organizados y, fuera de los límites de otros borough incorporados, no tiene ningún gobierno «de condado» independiente, aunque existan varios gobiernos municipales incorporados dentro de sus límites; la mayoría de ellos es gobernada y dirigida por el estado de Alaska como una extensión del gobierno estatal (los boroughs no organizados formados por la Borough Act de 1961 son una entidad legal, puesta en marcha por el gobierno del estado de Alaska como una extensión del gobierno estatal,[8] estos y las ciudades-borough consolidadas equivalen aproximadamente a las «parroquias» de Luisiana y a los condados de los otros 48 estados.[9]) La Oficina del Censo de Estados Unidos, en cooperación con el gobierno estatal de Alaska, ha dividido los boroughs no organizados en 11 áreas censales solo con propósitos estadísticos.[10]

- Ciudades independientes: Son ciudades que legalmente no pertenecen a ningún condado. Desde 2004, hay 42 de esas ciudades en Estados Unidos: Baltimore (Maryland); Carson City (Nevada); San Luis (Misuri); y las 39 ciudades de Virginia, donde cualquier municipalidad incorporada como una ciudad (city) —en contraste con los pueblos (town)— está separada por ley de cualquier condado que pudiera contenerlas.[11]

- Washington D. C., como las capitales de otros estados federales, tiene un estatus especial. No es parte de ningún estado; en su lugar, constituye la totalidad del distrito de Columbia, que, de acuerdo con el artículo 1, Sección 8 de la Constitución estadounidense, está bajo la jurisdicción del Congreso de los Estados Unidos. De hecho, cuando fue fundado, el distrito estuvo dividido en dos condados y dos ciudades independientes. El condado de Alexandria (que ahora forma el condado de Arlington y una parte de la ciudad independiente de Alexandria) fue devuelto a Virginia en 1846, mientras las tres entidades restantes (la ciudad de Washington, Georgetown y el condado de Washington) se unieron en un gobierno consolidado por una ley del Congreso en 1871 y Georgetown fue formalmente eliminada como una ciudad por otra ley en 1895. La totalidad del distrito de Columbia se considera ahora parte de la ciudad de Washington y todos los lugares en el distrito tienen la dirección «Washington D. C.» El Congreso ha establecido unas reglas de gobierno local para la ciudad, aunque las leyes de la ciudad pueden ser anuladas por el Congreso. Esto es bastante raro, y, en la práctica, la ciudad funciona como otras muchas ciudades independientes en Estados Unidos, aunque técnicamente no tenga la definición legal de una de ellas.

### Ciudades y condados
Generalmente las ciudades ocupan un área más pequeña que el condado que las contiene. Sin embargo, hay algunas excepciones a esta regla:
- Una ciudad y el condado que la contiene pueden unirse para formar una ciudad-condado consolidada, que se considera tanto una ciudad como un condado conforme a la ley del estado. Ejemplos de estas ciudades-condado incluyen Filadelfia (Pensilvania), Denver (Colorado) y San Francisco (California).
- Del mismo modo, algunos boroughs de Alaska se han unido a sus ciudades principales, creando boroughs-ciudad unificados. Esto ha causado que algunas ciudades de Alaska estén entre las ciudades más grandes del mundo por superficie, pese a que el área urbana es reducida.
- Una ciudad puede extenderse fuera de los límites del condado. Atlanta (Georgia), Columbus (Ohio), Kansas City (Misuri), Houston (Texas), Chicago (Illinois) y Oklahoma City (Oklahoma) son algunos ejemplos. La ciudad de Dallas (Texas) forma parte de cinco condados, mientras que la ciudad de Nueva York contiene en su interior cinco condados, cada uno de los cuales coincidente en extensión con los cinco boroughs de la ciudad: Manhattan (condado de Nueva York), Bronx (condado de Bronx), Queens (condado de Queens), Brooklyn (condado de Kings) y Staten Island (condado de Richmond).

### Superficie

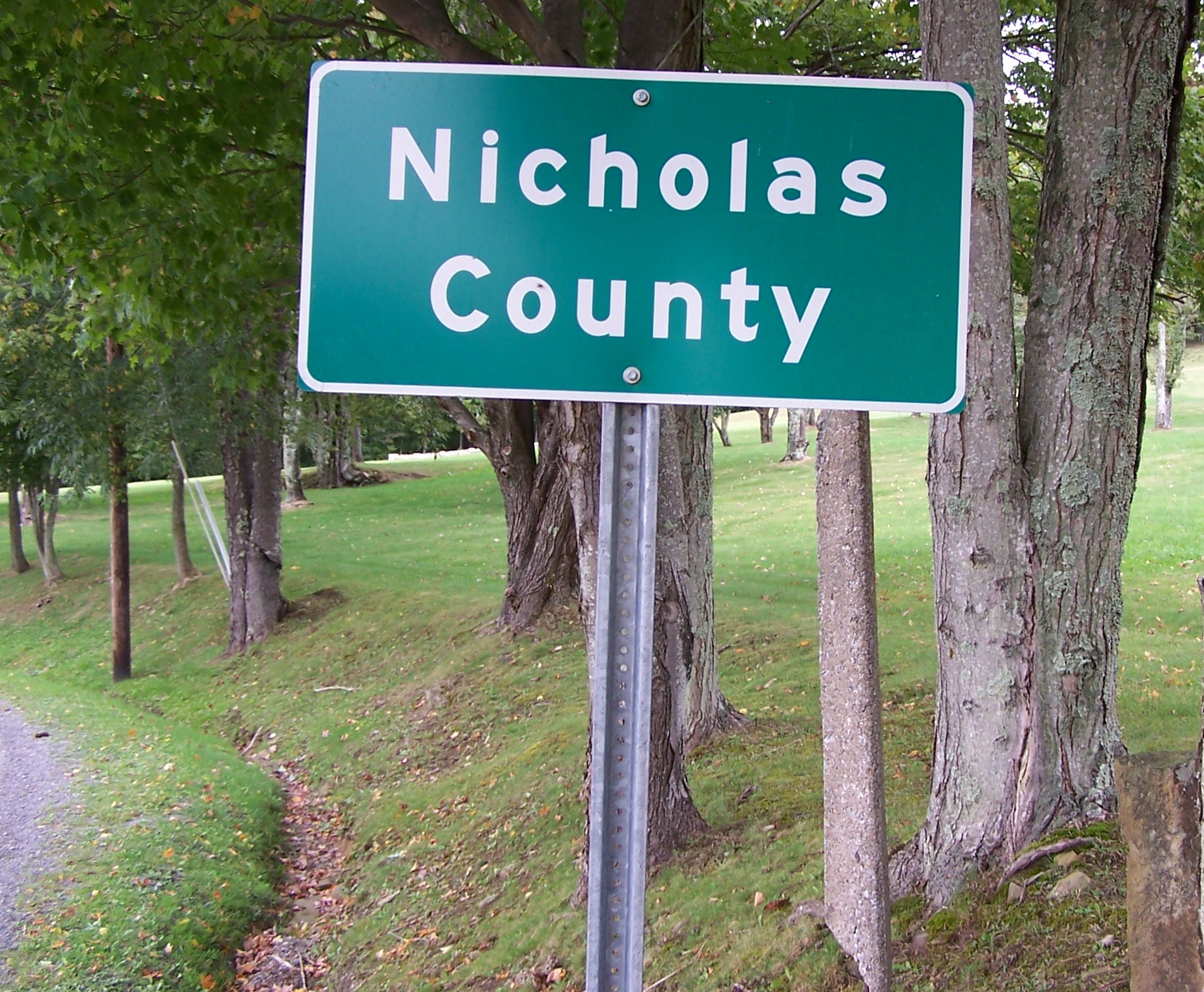
Una señal de tráfico que marca la frontera entre los condados de Nicholas y Greenbrier en Virginia Occidental en una carretera secundaria.

Según el censo de los Estados Unidos de 2000 la superficie media de la zona terrestre de los 3098 condados estadounidenses era de 1611 km², que son tan solo dos terceras partes del área media de la zona terrestre de un condado ceremonial inglés, un poco más de un cuarto del área terrestre media de un departamento francés o, únicamente, la novena parte de la superficie de una provincia española.
Sin embargo, esta cifra no muestra las diferencias entre los propios condados de Estados Unidos; los condados occidentales tienen una superficie media mucho más grande que los orientales. Por ejemplo, la superficie media de los condados de Georgia es de 888 km², mientras que en Utah son 6286 km².
El mayor equivalente a condado por superficie total es el área censal Yukón-Koyukuk, con 382 912 km², y el mayor condado es el de San Bernardino (California), con 52 072 km² (mayor incluso que 9 estados) y que incluye el desierto de Mojave.
El menor equivalente a condado es la ciudad independiente de Falls Church (Virginia), de 5,7 km², y el condado de menor tamaño es el condado de Kalawao (Hawái), con 34 km². El menor condado autogobernado es Arlington (Virginia), con 72 km².

### Población
En el censo estadounidense de 2000, solo el 16,7 % de condados o equivalentes tenía más de 100 000 habitantes. Esto refleja la naturaleza esencialmente rural de los condados estadounidenses, cuya red fue diseñada en el siglo XIX, en un país todavía en gran parte rural y solo ligeramente afectado por la urbanización. Actualmente la gran mayoría de la población de Estados Unidos se concentra en un número relativamente pequeño de condados.
El condado —o equivalente— más populoso es el condado de Los Ángeles (California) con 10 226 506 habitantes en 2005. Hay 14 condados con más de 2 millones de habitantes, otros 27 con más de 1 millón de habitantes, otros 93 con más de 500 000 habitantes, otros 186 con más de 100 000 habitantes, y otros 658 con más de 50 000 habitantes.
El condado o equivalente menos poblado es Loving (Texas) con 82 habitantes en 2010. Hay 35 condados con menos de 1000 habitantes, otros 268 con menos de 5000 habitantes, y otros 399 con menos de 10 000 habitantes. Finalmente, los 1462 condados restantes tienen entre 10 000 y 50 000 habitantes.
El condado —o equivalente— con mayor densidad de población es el condado de Nueva York (coextensivo con el borough de Manhattan que consiste principalmente en la isla de Manhattan) con 25 845 habitantes por kilómetro cuadrado en el año 2000, y el condado menos densamente poblado es el borough de Lake and Peninsula (Alaska), con 0,0296 hab./km² en 2000. El equivalente a condado menos densamente poblado es el área censal de Yukón–Koyukuk, Alaska, con 0,0173 hab./km² en 2000.

## Gobierno
Los condados tienen funciones gubernamentales importantes en todos los estados excepto Rhode Island y Connecticut. El estado de Massachusetts ha eliminado la mayoría de las funciones del gobierno de ocho de sus catorce condados.
Por lo general los condados son gobernados por un órgano electo: consejo de supervisores, comisión de condado, consejo de condado o legislatura de condado. En algunos condados hay un alcalde (mayor) de condado o un presidente (executive) de condado. El puesto de alcalde es sobre todo ceremonial en algunos estados, mientras que en otros el alcalde tiene más poder que los comisarios o supervisores.
En muchos estados el consejo responsable de un condado está dotado de poderes que trascienden las tres ramas tradicionales de gobierno. Tiene el poder legislativo de decretar ordenanzas para el condado; tiene el poder ejecutivo de supervisar las operaciones ejecutivas del gobierno del condado; y tiene el poder cuasi judicial en cuanto a ciertos asuntos limitados (como la audiencia de recursos de la comisión de planificación, si existe).
En cuanto a las operaciones cotidianas del gobierno de condado, a veces son supervisadas por un gerente de condado o un jefe administrativo, que informa al consejo, al alcalde o a ambos.
En algunos estados, el condado técnicamente tiene a un ejecutivo plural donde algunos funcionarios importantes son elegidos por separado del consejo de comisarios o supervisores (lo que implica que no pueden ser despedidos por el consejo). Esto puede crear tensiones si dichos funcionarios discrepan sobre cómo realizar mejor sus funciones respectivas.

## Ámbito de poder
El poder de los gobiernos de los condados varía mucho de un estado a otro, así como la relación entre condados y ciudades incorporadas. El gobierno del condado por lo general reside en una municipalidad llamada sede de condado. Sin embargo, algunos condados pueden tener sedes múltiples o ninguna.

### Competencias mínimas
En Nueva Inglaterra, los condados funcionan como máximo como distritos judiciales de los tribunales o como departamentos del sheriff (actualmente en Connecticut solo como distritos judiciales y en Rhode Island han perdido ambas funciones) y la mayor parte de poder del gobierno por debajo del nivel estatal está en manos de ciudades y pueblos. En varios de los condados escasamente poblados de Maine, las pequeñas ciudades dependen del condado para la aplicación de la ley, y en Nuevo Hampshire algunos programas sociales se administran a nivel estatal. En algunos estados de Nueva Inglaterra, como Connecticut, partes de Massachusetts y Rhode Island, los condados son solo designaciones geográficas y no tienen ningún poder gubernamental y todo el gobierno se desarrolla a nivel estatal o municipal. En Connecticut, se han establecido 15 consejos regionales para llenar parcialmente el vacío dejado cuando el estado eliminó ocho gobiernos de condado en 1960. Los consejos regionales de Connecticut no se conforman con los antiguos límites del condado, sino que se forman por ciudades que comparten la misma región geográfica y tienen datos demográficos similares. La autoridad de los consejos regionales es mucho más limitada comparada con un gobierno de condado: los consejos regionales no tienen ninguna autoridad fiscal o autoridad para emitir permisos; los poderes mencionados se delegan en los gobiernos de las ciudades. Los consejos regionales tienen sin embargo autoridad sobre infraestructuras y planificación del uso de la tierra, distribución de fondos estatales y federales de proyectos de infraestructuras, planes de emergencia y aplicación limitada de las funciones legislativas.

### Competencias medias
Fuera de Nueva Inglaterra, los condados proveen habitualmente, como mínimo, juzgados, servicios públicos, bibliotecas, hospitales, servicios de salud pública, parques, carreteras, aplicación de la ley y cárceles. Hay por lo general un registrador civil del condado, notario o escribano (el título varía) que recoge las estadísticas vitales (como nacimientos y defunciones), convoca elecciones (a veces en coordinación con una oficina de elecciones o una comisión), y prepara o procesa certificados de nacimientos, muertes, matrimonios, y disoluciones (decretos de divorcio). Los condados generalmente se encargan de los registros de bienes inmuebles. Otros funcionarios importantes del condado incluyen al forense, tesorero, perito, auditor y al fiscal del distrito.
En muchos estados el sheriff del condado es el jefe de las fuerzas encargadas de la aplicación de la ley en el condado.
En la mayor parte de los estados del oeste, el condado controla todas las áreas no incorporadas dentro de sus límites. En estados con un gobierno municipal, las áreas no incorporadas son controladas por el municipio. Los residentes de las áreas no incorporadas que están insatisfechos con decisiones de asignación de recursos a nivel del municipio o a nivel del condado pueden solicitar una votación para incorporarse como una ciudad o pueblo.
Unos pocos condados proporcionan transporte público propio, por lo general en forma de un simple sistema de autobuses. Sin embargo, en la mayor parte de los condados, el transporte público es proporcionado por un distrito especial limítrofe con el condado, una autoridad de tránsito regional multicondado o una agencia estatal.

### Competencias amplias
Los condados más poblados proporcionan muchos servicios, como aeropuertos, centros de convenciones o exposiciones, museos, playas, puertos, zoológicos, hospitales, bibliotecas jurídicas y alojamientos públicos. Proporcionan servicios como juzgados, fuerzas del orden, atención familiar e infantil, servicios a la tercera edad, servicios de salud mental, servicios de bienestar, servicios de ayuda a veteranos de guerra, control de animales, supervisión de libertad condicional, preservación histórica, regulación de la seguridad alimentaria servicios de control ambiental. Tienen a muchos funcionarios adicionales, como defensores públicos, comisarios de artes, comisarios de derechos humanos y comisarios de planificación. Finalmente, también puede haber un cuerpo de bomberos del condado (distintos de los cuerpos de bomberos administrados por ciudades individuales, distritos especiales o el gobierno estatal).
Maryland, en particular, inviste a sus condados de amplios poderes, incluso las responsabilidades educativas (que en la mayor parte de estados están a cargo de distritos escolares específicos de cada ciudad, o áreas de distrito escolar que son comunes en estados como Illinois, Misuri y California).